# Sue Costin
Sue Costin auch Susan Costin (* 1944 in Australien; † 5. April 1971 in Sydney, New South Wales) war eine australische Schauspielerin und Schwimmerin. Bekannt wurde sie Ende der 1960er Jahre durch die Fernsehserie S.O.S. – Charterboot.

## Leben und Karriere
Geboren 1944 als Tochter der australischen Rudermeisterin Angela Mann und ihres Mannes, zogen die Costins 1954 nach Baulkham Hills, dort begannen Susan und ihre Schwester Prudence mit dem aktiven Schwimmen. Susan Costin gewann 1959 ihren ersten westlichen Sydney-Titel. Bei den Staatsmeisterschaften 1961 gewann Susan sowohl die 110 Meter (gegen Ilsa Konrads) und die 220 Meter beim Rückenschwimmen. Im Januar 1962 hatte Costin als siebzehnjährige Rückenschwimmerin mehrfach hintereinander den australischen Rekord über 110 Yards verbessert. Linda Ludgrove und Susan Costin vertraten die australischen Rückenschwimmerinnen bei den British Empire and Commonwealth Games 1962 in Perth. Als Susan Costin 1964 die Qualifikation für die Olympischen Sommerspiele in Tokio verpasste, zog sie sich aus dem aktiven Schwimmsport zurück.
Nach ihrer aktiven Schwimmkarriere begann 1967 ihre kurze Fernsehlaufbahn als Schauspielerin mit einer Rolle in der australischen Fernsehserie Hunter. 1969 spielte sie dann in einer Folge der populären Tierserie Skippy, das Buschkänguruh mit. Für die 26-teilige australische Serie S.O.S. – Charterboot, produziert vom Engländer Ralph Smart, castete man die junge Schwimmerin und Rückenrekordhalterin aus Hunderten von Schauspielerinnen für den Part der Judy Plenderleith, wo sie in acht Folgen neben ihren männlichen Kollegen Ty Hardin und Jonathan Sweet agierte. Nach dem Engagement bei S.O.S. – Charterboot folgten Anfang der 1970er Jahre nur noch zwei weitere Fernsehauftritte von Costin. 1970 sah man sie in der Serie The Long Arm und 1972 posthum in der wasserbezogenen australischen TV-Serie Barrier Reef.
Am 5. April 1971 beging Sue Costin in Sydney Selbstmord. Sie starb an den Folgen einer Überdosis.

## Filmografie

### Fernsehen
- 1967: Hunter (Fernsehserie, 1 Episode)
- 1969: Skippy, das Buschkänguruh (Fernsehserie, 1 Episode)
- 1969: S.O.S. – Charterboot (Fernsehserie, 8 Episoden)
- 1970: The Long Arm (Fernsehserie, 1 Episode)
- 1972: Barrier Reef (Fernsehserie, 1 Episode)